# Holland Park (metrostation)
Holland Park is een station van de metro van Londen aan de Central Line. Het station, dat in 1900 is geopend, ligt vlak bij Holland Park.

## Geschiedenis
Het station werd op 30 juli 1900 door de Central London railway, de latere Central Line, geopend en is een kenmerkend voorbeeld van de stations die Harry Bell Measures in die tijd voor de CLR ontwierp.  Het kreeg een plat dak in de hoop dat er verdiepingen voor bedrijfsactiviteiten, zoals bij Queensway, op gebouwd zouden worden maar dat gebeurde niet. In de jaren 90 van de twintigste eeuw heeft groot onderhoud plaatsgevonden.
Op 28 juli 1958 kwam een reiziger om het leven als gevolg van een brand in een metrostel van de Central Line bij Holland Park. In augustus 2013 was er een incident waarbij het station gevuld werd met rook nadat de remmen van een metro defect raakten.

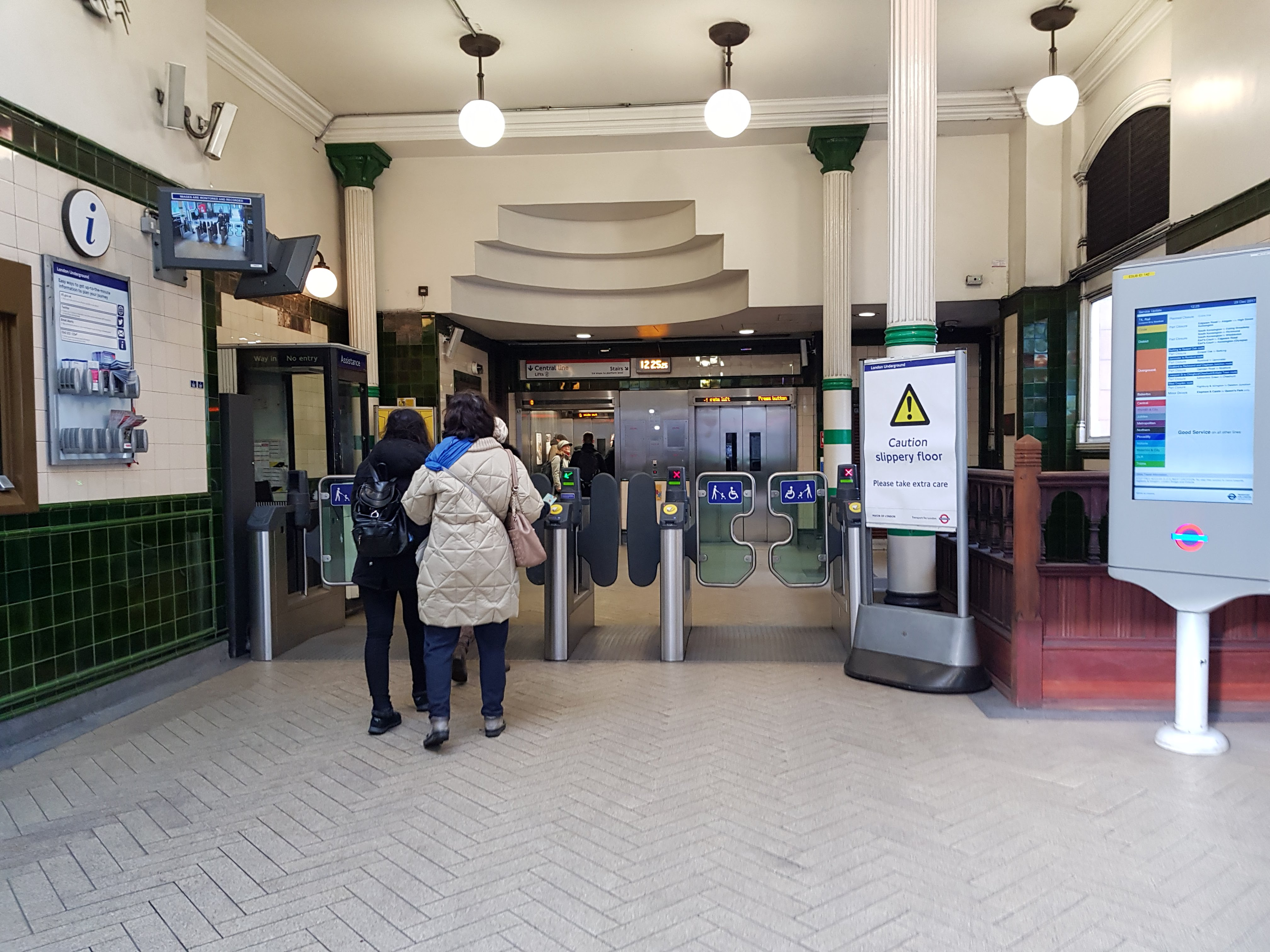
De stationshal met de liften achter de OV-poortjes.
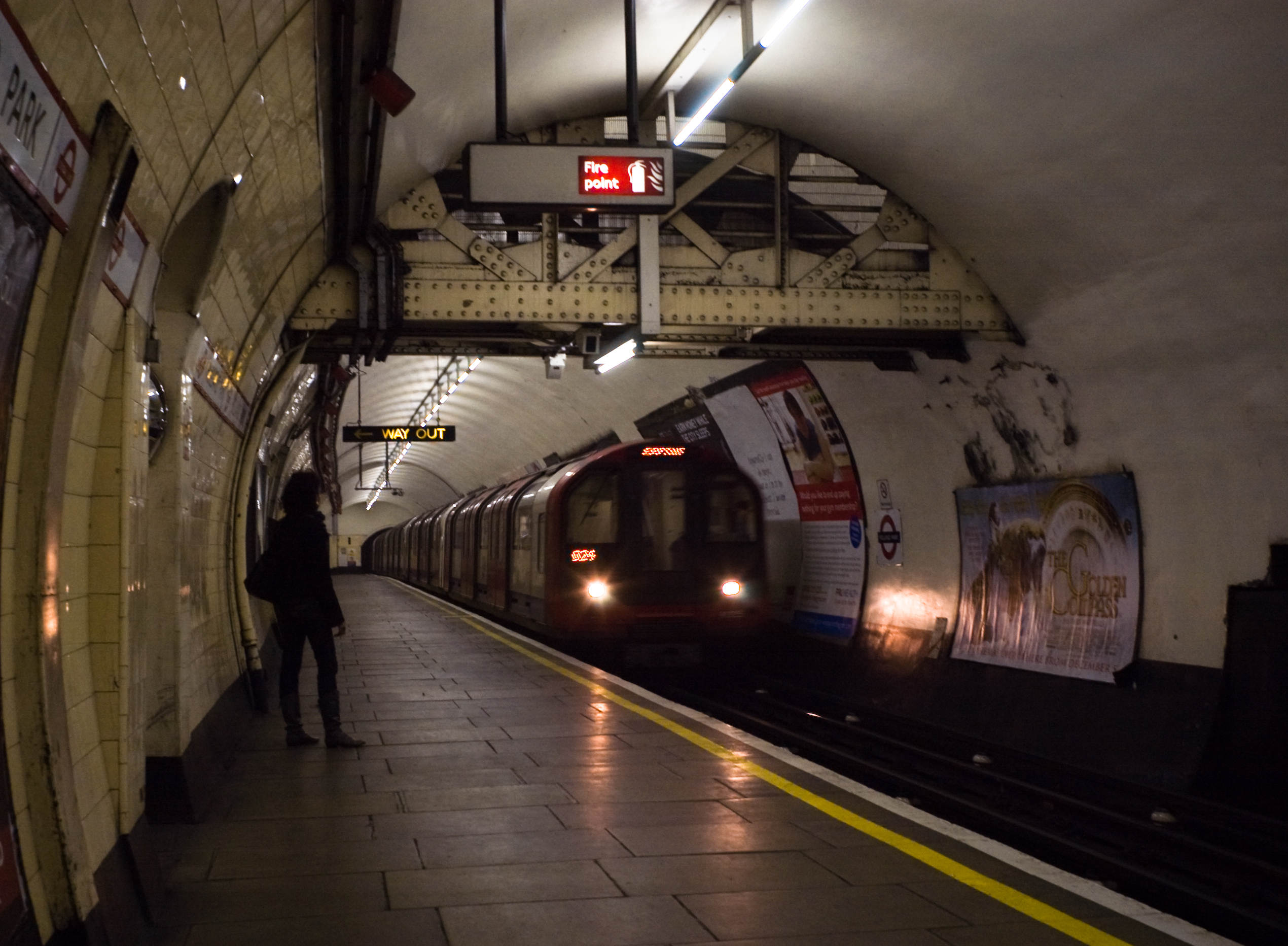
De brug tussen lift en perron boven de metro naar het oosten.
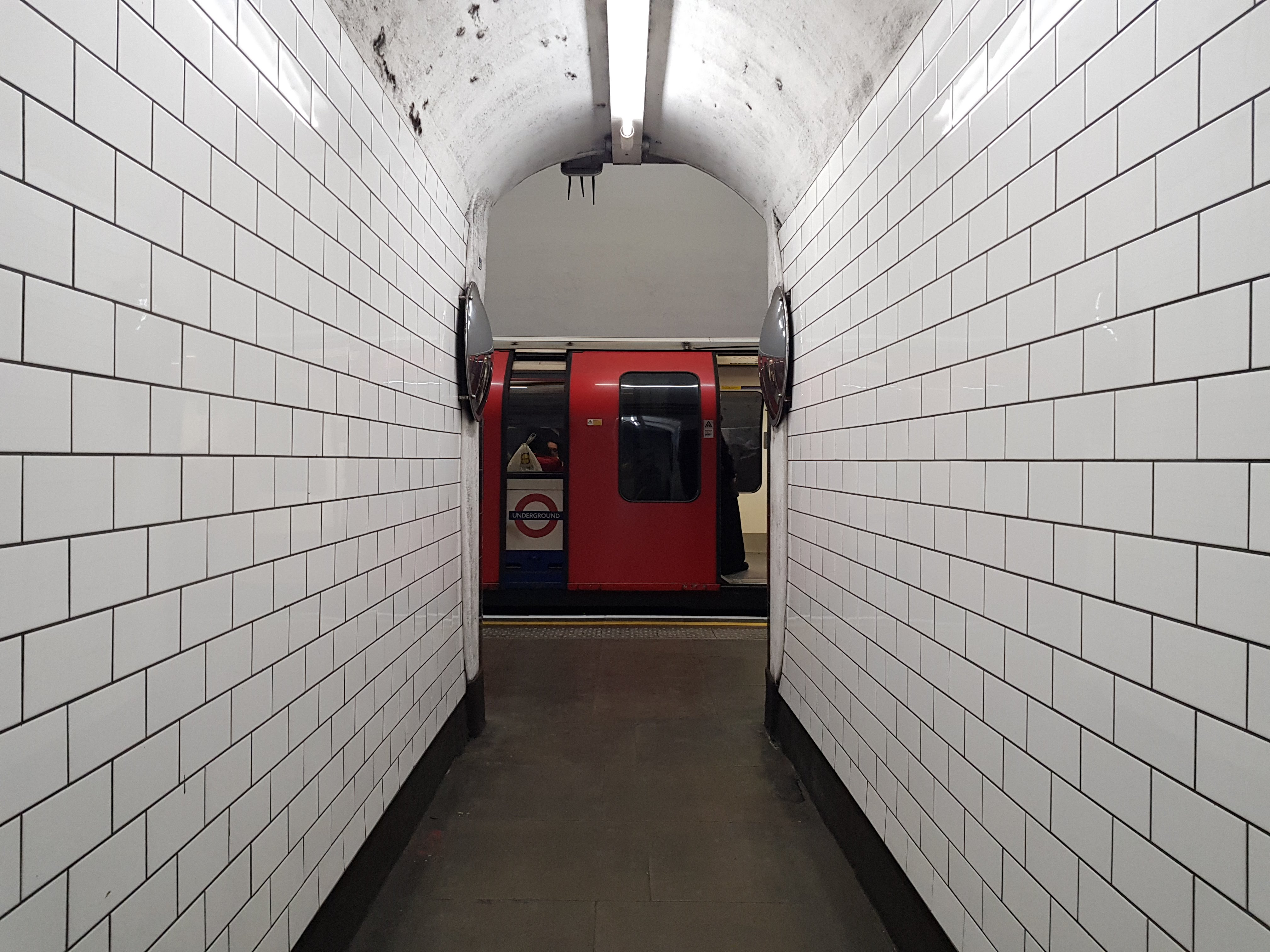
Een van de zes dwarsgangen tussen de perrons.

## Ligging en inrichting
Het metrostation is genoemd naar Holland Park, een park in West-Londen, de woonwijk tussen het station en het park wordt ook Holland Park genoemd. Zoals voor de Eerste Wereldoorlog gebruikelijk was worden de reizigers tussen de stationshal en de perrons met liften vervoerd. In tegenstelling tot vele andere stations in het centrum heeft Holland Park nooit roltrappen gekregen. Beneden eindigen de liften op een tussenverdieping die via bruggen is verbonden met de trappen tussen de perrons.   
Het station was vanaf 2 januari 2016 gesloten wegens vervangings- en renovatiewerkzaamheden aan de liften tot het in augustus van hetzelfde jaar heropend werd. Dit station was, tot deze renovatie, het laatste van de diepe ondergrondse stations waar de originele bewegwijzering uit de jaren 50 behouden bleef.